# Guzmania conifera
Guzmania conifera là một loài thực vật có hoa trong họ Bromeliaceae. Loài này được (André) André ex Mez mô tả khoa học đầu tiên năm 1896.

## Hình ảnh

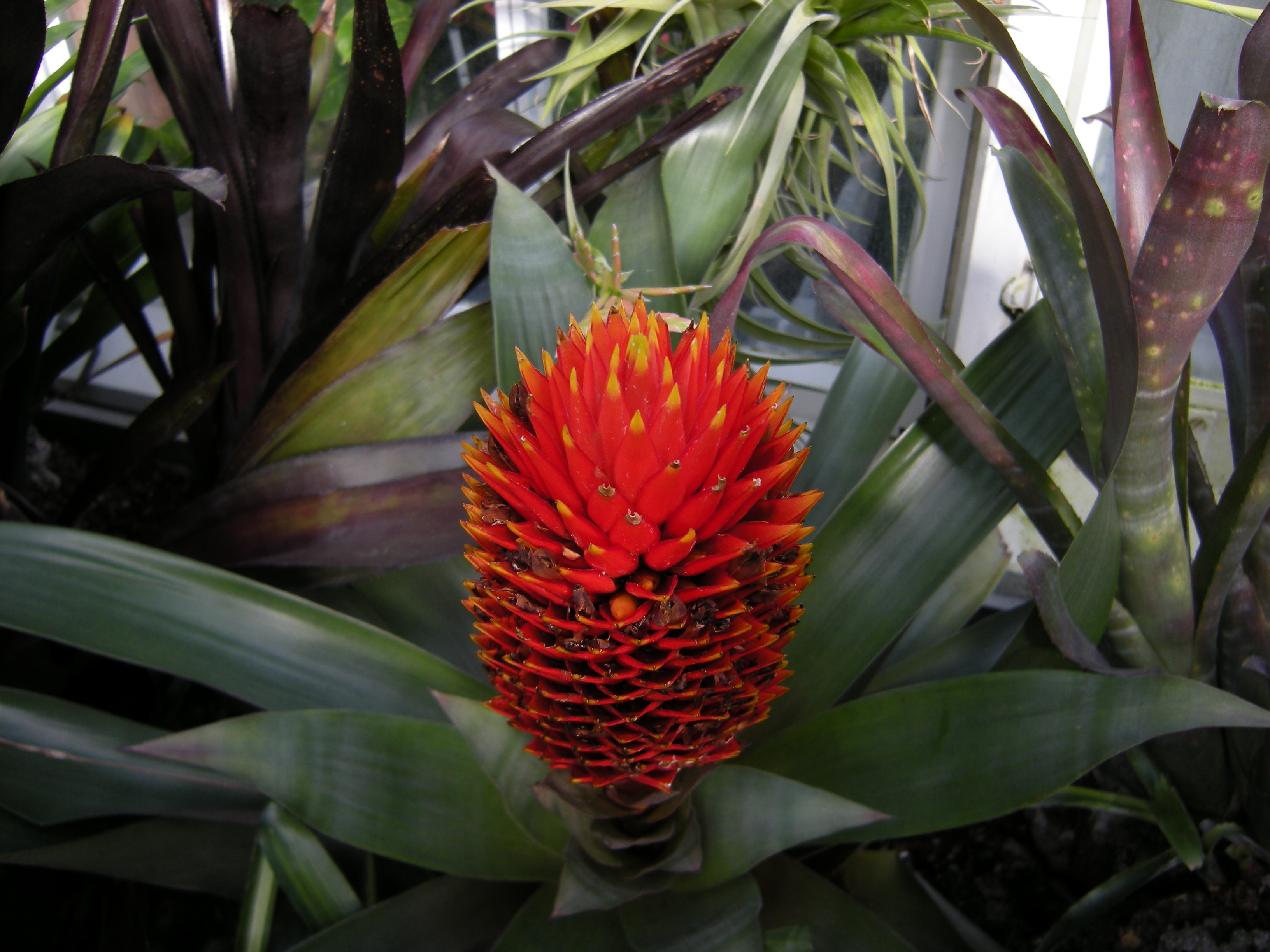
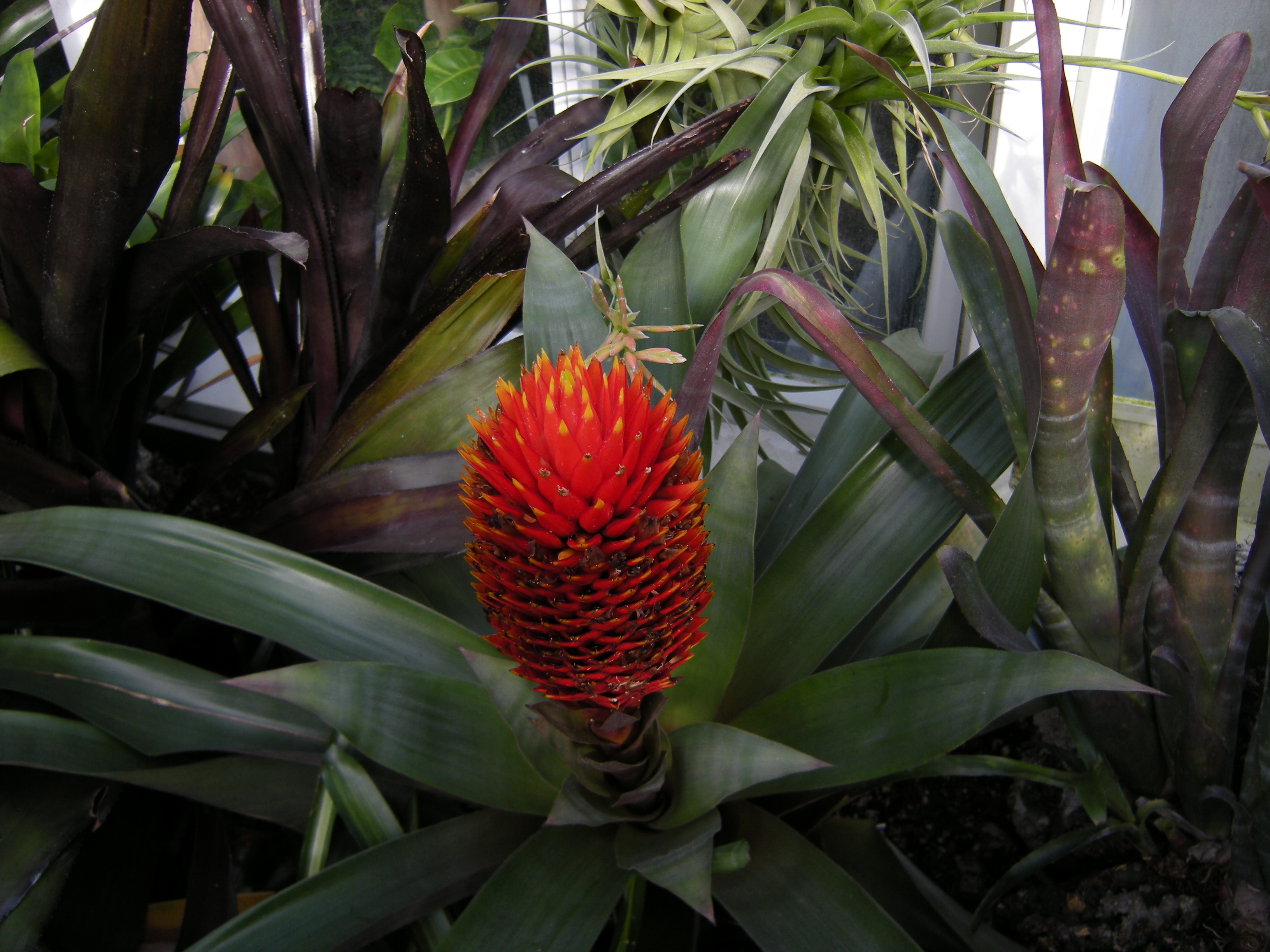
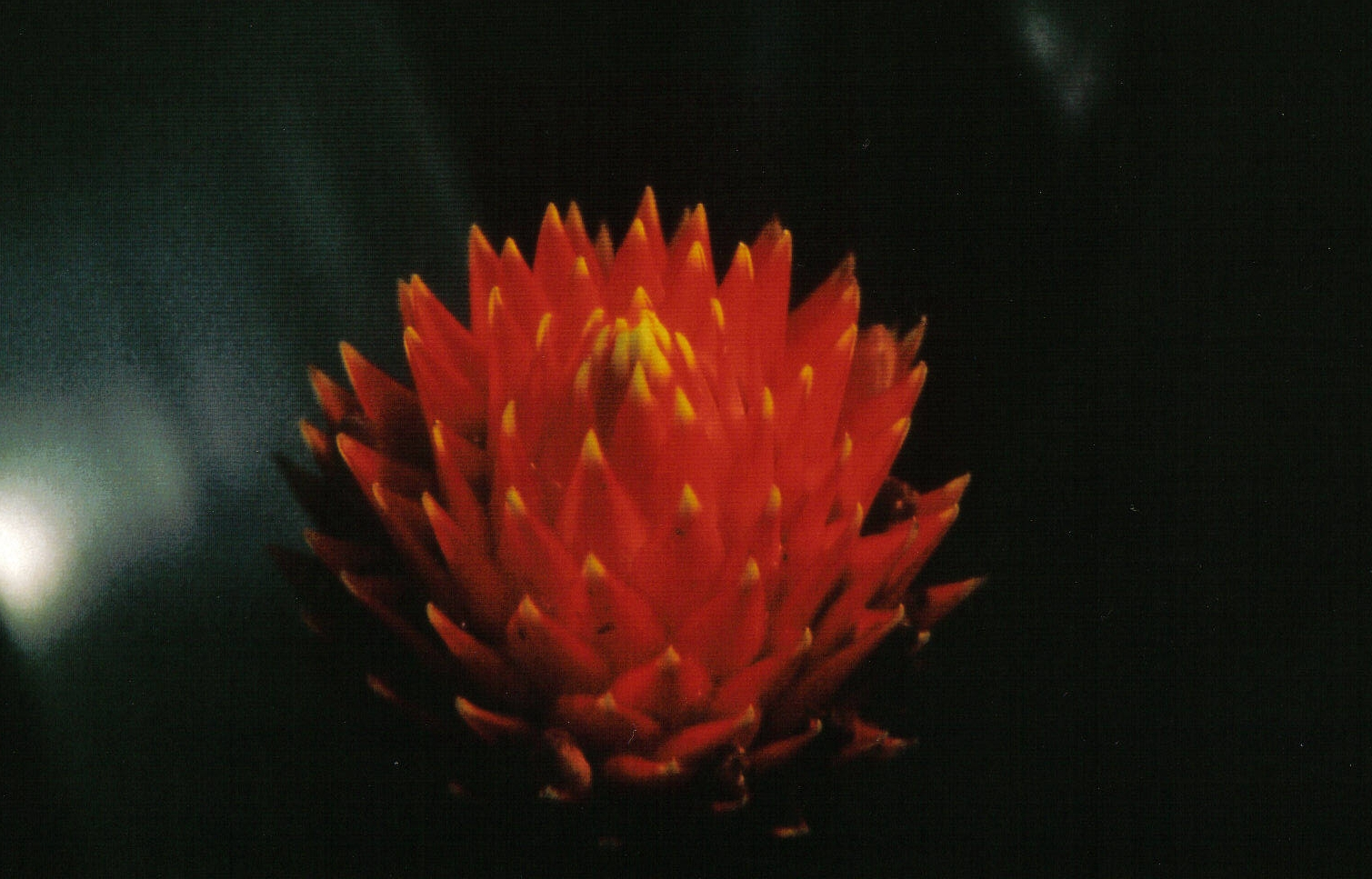
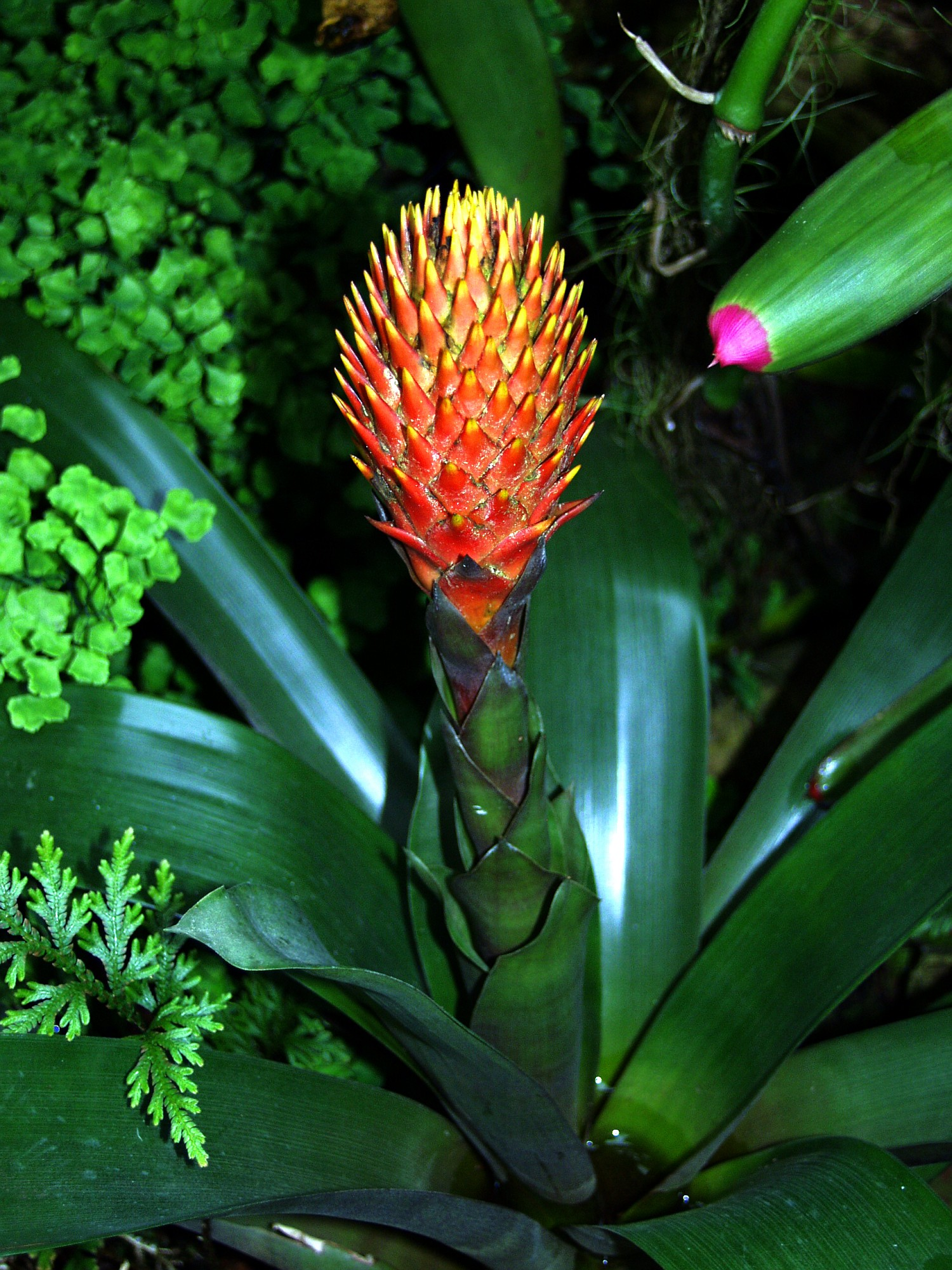